# Split-Dalmàcia
Split-Dalmàcia és un županija de Croàcia al centre de Dalmàcia amb capital a Split (l'antiga Spalato veneciana). Al rerepaís les ciutats més grans són Sinj (11.500 al centre, 25.373 als voltants), Imotski (4.350) i Vrgorac (2.200). Al costat de la gran ciutat, Split (189.000 a la vila, 240.000 incloses Kaštela i Solin), les ciutats de la costa són Trogir (11.000), Omiš (6.500) i Makarska (13.400). A les illes, els assentaments són petits però principalment urbans i molt poblats, com Supetar (3.000) a l'illa de Brač, Hvar (3.700) i Stari Grad (1.900) a Hvar i Vis (1.800) i Komiža (1.500) a Vis.

## Divisió administrativa
Split-Dalmàcia es divideix en:
- Ciutat de Split
- Vila de Hvar
- Vila de Kaštela
- Vila de Komiža
- Vila de Makarska
- Vila d'Omiš
- Vila de Sinj
- Vila de Solin
- Vila de Stari Grad
- Vila de Supetar
- Vila de Trogir
- Vila de Vis
- Vila de Vrgorac
- Vila de Vrlika
- Vila d'Imotski
- Municipi de Baška voda
- Municipi de Bol
- Municipi de Cista Provo
- Municipi de Dicmo
- Municipi de Brela
- Municipi de Donji Muć
- Municipi de Donji Proložac
- Municipi de Dugi Rat
- Municipi de Dugopolje
- Municipi de Gradac
- Municipi de Hrvace
- Municipi de Jelsa
- Municipi de Klis
- Municipi de Lećevica
- Municipi de Lokvičići
- Municipi de Lovreć
- Municipi de Marina
- Municipi de Milna
- Municipi de Nerežišća
- Municipi d'Okrug
- Municipi d'Otok Dalmatinski
- Municipi de Podbablje
- Municipi de Podgora
- Municipi de Podstrana
- Municipi de Postira
- Municipi de Prgomet
- Municipi de Primorski Dolac
- Municipi de Pučišća
- Municipi de Runovići
- Municipi de Seget
- Municipi de Selca
- Municipi de Sućuraj
- Municipi de Sutivan
- Municipi de Šestanovac
- Municipi de Šolta
- Municipi de Trilj
- Municipi de Tučepi
- Municipi de Vinišće
- Municipi de Zadvarje
- Municipi de Zagvozd
- Municipi de Zmijavci

## Govern del comtat
Basat en els resultats de les eleccions del 2005. Lideratge : Župan (prefecte): Ante Sanader (HDZ)
L'assemblea del comtat és formada per 51 representants, i composta per:
- Unió Democràtica Croata (HDZ) 16
- Partit Socialdemòcrata de Croàcia (SDP) 11
- Partit Social Liberal de Croàcia (HSLS) 5
- Partit dels Camperols de Croàcia (HSS) 4
- Partit Croat Pur dels Drets (HČSP) 4
- Partit Republicà Democràtic Croat (HDRS) 3
- Partit Popular Croat (HNS) 2
- Veritable Renaixement Croat (HIP) 2
- Unió Cristiano-Demòcrata de Croàcia (HKDU) 2
- Llar Croata Dalmàcia (HDD) 1
- Partit del Renaixement Croat (SHP) 1